# Jeralaš
Jeralaš (rusky Ералаш) je sovětský a ruský dětský televizní pořad založený na několikaminutových komediálních skečích, který od roku 1974 (tehdy příležitostně) vysílala sovětská televize, od rozpadu Sovětského svazu pak ruská televize. Každá epizoda se skládá z přibližně tří skečů z prostředí dětí v školním věku a lidí kolem nich. Tyto skeče zpravidla dějově nesouvisejí.
Název pořadu je odvozen od výrazu převzatého z turkických jazyků, který znamená mišmaš, pelmel, nepořádek.

## Historie
V roce 1974 zaslali režiséři Alla Surikovová, Alexandr Chmelik a Boris Gračevskij Ústřednímu výboru Komunistické strany Sovětského svazu námět na vytvoření dětského komediálního filmového týdeníku Fitilek po vzoru již existujícího s názvem Fitil, který byl zaměřen na dospělé obecenstvo. Během vývoje času byl zamýšlený název opuštěn.
Nejvíce známý příběh o tom, jak vznikl nynější název pojednává o vyhlášení soutěže mezi potenciálními diváky, kteří měli název vymyslet sami podle toho, jaký by se jim líbil. Název Ералаш měl být vzat z dopisu, který pořadatelům soutěže zaslala jistá školačka. Dopis se však do nynějška nedochoval. V roce 2013 však Surikovová a Gračevskij konečně objasnili, že název pořadu přiřadila Chmelikova dcera Marija.
Úvodní znělka pořadu byla vzata z textu básně napsané Vladimirem Šainským, avšak většina slov ve výsledku byla odebrána. Text zazpívala za doprovodu melodie Alexeje Rybnikova jistá Jelena Kamburovová. Tato verze znělky se používala do roku 1996, kdy vznikla novější verze nazpívaná dětským pěveckým sborem Něposedy, ta se používá dosud.
Původní nápad zapojovat do pořadu významné tváře veřejného života za účelem zatraktivnění pořadu je uplatňován dosud.
Pořad byl zpočátku uveřejňován jako filmový týdeník v kinech po celém Sovětském svazu, nakonec byl ovšem na trvalo přesunut v roce 1986 do televize.
V roce 1985 u příležitosti desátého výročí pořadu Gračevskij spolu s Julijem Gusmanem vytvořili televizní filmový muzikál s názvem Что такое Ералаш? (Čto takoje Jeraláš?, česky Co to je Jeraláš?). Muzikál se skládal z vybraných nejlepších skečů z pořadu, dále cirkusových a hudebních vystoupení a parodií tehdy známých zpěváků. V muzikálu účinkovali jak herci, tak autoři pořadu a jak bylo zmíněno, tak také slavní zpěváci a komedianti tehdejší doby (např. Vladimir Vinokur, Gennadij Chazanov ad.).
V roce 1995 u příležitosti dvacátého výročí pořadu byl zorganizován speciální koncert doplněný o dvouhodinový televizní sestřih jak z tohoto koncertu, tak dalších skečů z pořadu.
V letech 1999, 2000 a 2004 pak následovaly obdobné akce. Z roku 1999 pak pochází i záznam z vystoupení pěveckého sboru Něposedy, kteří u této příležitosti zpívali přímo pro tuto akci složenou písníčku Что такое Ералаш? (Čto takoje Jeraláš?, česky Co to je Jeraláš?).
V březnu 2018 dosáhl pořad výročí, kdy byla odvysílána tisícerá epizoda.
25. září 2016 oznámil Boris Gračevskij, že produkce pořadu skončí spolu s uveřejněním 32. řady a 20. prosince téhož roku skončí pořad úplně, to se však nestalo.

## Magazín
Autoři pořadu dále vydávají magazín, v říjnu 2009 bylo například vydáno dvanáct vydání tohoto magazínu. Magazín se skládá z anekdot a zábavných příběhů. Každé vydání obsahuje sedm až třináct článků. Magazín uveřejňuje vydavatelský dům Drofa.

## Teplý brambor
Kolem roku 2015 se na mediální platformě YouTube a to celosvětově stal fenoménem skeč ze dvousté epizody pořadu s názvem Teplý brambor (Горячая картошечка, Garjacaja kartošečka).
Tento tříminutový skeč dosáhl jen u nejstarší uveřejněné verze na YouTube pěti milionů zhlédnutí a více než 140 tisíc lajků. Video však bylo různými kanály přebíráno a tak neexistuje přesná statistika kolem počtu zhlédnutí a obliby diváků.
Skeč pojednává o žákovi základní školy, Antonu Galkinovi, který má závažné problémy s anglickou výslovností. Samotný skeč začíná jeho zkoušením u tabule, kde měl v angličtině odvyprávět svou denní rutinu. Během řeči ho však přeruší učitelka s tím, že jeho výslovnost je hrozná a že jestli si ji nevylepší, má si dát do pusy horký brambor.
Doma na plotně se v hrnci právě nějaké brambory vaří, během nacvičování angličtiny jednu z brambor z hrnce vyndá, jenže brambor je tak horký, že si jej začne přehazovat mezi rukama až nakonec vloží brambor do úst, tím si ovšem ústa popálí.
Další den se učitelce s výbornou anglickou výslovností omluví za pozdní příchod a vysvětlí jeho důvod. Kamarádovi v lavici pak téměř nesrozumitelnou ruštinou poví, že byl u lékaře, který mu sdělil, že další dva měsíce nebude schopen mluvit normální ruštinou.